# Enrico Filippini
Enrico Filippini (geboren 21. Mai 1932 in Cevio; gestorben 21. Juli 1988 in Rom) war ein Schweizer Journalist und Schriftsteller, der in Italien wirkte.

## Leben
Enrico Filippini war der Sohn des Schulinspektors Federico Filippini und wuchs im Valle Maggia auf.  Nach dem Besuch des Gymnasiums in Locarno begann er als Grundschullehrer in Ascona, heiratete und bekam eine Tochter. Er verliess Frau und Kind und begann ein Philosophiestudium in Mailand bei Enzo Paci und wurde 1958 promoviert. In Paris arbeitete er mit Paul Ricœur und Merleau-Ponty zusammen, hielt sich im Umfeld des Collège de France auf und besuchte die Seminare von Jacques Lacan.
Er arbeitete fortan freiberuflich als Autor, Übersetzer und Journalist. Eine Bewerbung um eine Professur an der ETH Zürich scheiterte. Er übersetzte Autoren deutscher Sprache ins Italienische: Walter Benjamin, Ludwig Binswanger, Friedrich Dürrenmatt, Hans Magnus Enzensberger, Max Frisch, Günter Grass (Die Blechtrommel), Edmund Husserl,  Uwe Johnson und Heinrich von Kleist  und spielte damit in seiner Zeit eine Schlüsselrolle bei der Vermittlung der deutschsprachigen Literatur und Philosophie in Italien.
1966 bis 1968 arbeitete er im Bereich Literatur und Philosophie beim Verlag Feltrinelli in Mailand, bis dieser in den politischen Extremismus abdriftete, danach für die Verlage Il Saggiatore und Bompiani. Er war Mitarbeiter von Pacis literarischer Zeitschrift Aut-Aut.
Er wurde 1976 von Eugenio Scalfari als Kulturredakteur zu der damals gerade gegründeten Tageszeitung la Repubblica geholt und schrieb im Laufe der Jahre über 500 Artikel, die er 1990 auszugsweise in dem Buch La verità del gatto herausgab. Er führte Interviews u. a. mit Roland Barthes, Friedrich Dürrenmatt, Michel Foucault, Max Frisch, Jürgen Habermas, Peter Handke, Jean-François Lyotard, Gabriel García Márquez und Luigi Nono, denen in der Zeitung jeweils mehrere Druckseiten eingeräumt wurden. Ab 1980 war er auch für den Kulturkanal der RAI Radio tätig.
Filippini verfasste auch literarische Texte, Erzählungen und kleine Theaterstücke, so die Bühnenfarce Spiel mit einem Affen. 1962 präsentierte Umberto Eco in der Zeitschrift „Il Menabò“ drei neoavantgardistische Erzählungen, zu denen September von Filippini gehörte. Filippini nahm an einer Tagung der Gruppe 47 in Berlin teil und inspirierte 1963 in Palermo die Gründung der lockeren Avantgarde-Schriftstellerverbindung Gruppo 63, neben Filippini und Eco waren Nanni Balestrini, Angelo Guglielmi, Giorgio Manganelli und Edoardo Sanguineti dabei. In seiner nachgelassenen Erzählung Die letzte Reise rät die Geliebte dem Erzähler, endlich ein Buch zu schreiben. Sehnsüchtig umkreist der Erzähler diese Idee. Die Realisierung des Werkes bleibt ihm so unerreichbar wie die Frau.
2014 erhielt der deutsche Verleger Klaus Wagenbach auf dem Monte Verità den Enrico-Filippini-Preis, die Laudatio hielt Inge Feltrinelli. Weitere Träger des Preises sind Bernard Comment, Renata Colorni, Teresa Cremisi, Romano Montroni (2017) und Jorge Herralde (2018).

## Werke (Auswahl)
- La verità del gatto: interviste e ritratti 1977–1987. Torino: G. Einaudi, 1990
- Byron e Shelley und amicizia eterna. Prefazione di Paolo Mauri, Aragno, Torino, 2003
- L'ultimo viaggio. Feltrinelli, Milano 1991
- L'ultimo viaggio. A cura di Alessandro Bosco. Feltrinelli, Milano 2013
- Frammenti di una conversazione. Interviste 1976–1987. A cura di Alessandro Bosco. Castelvecchi, Roma 2013
- Eppure non sono un pessimista. Conversazione con Jürgen Habermas. A cura di Alessandro Bosco, Castelvecchi, Roma 2013